# Enterocola bilamellata
Enterocola bilamellata is een eenoogkreeftjessoort uit de familie van de Enteropsidae. De wetenschappelijke naam van de soort is voor het eerst geldig gepubliceerd in 1921 door Sars G.O..